# Ойсея
Ойсея (Chlamydera) — рід горобцеподібних птахів родини наметникових (Ptilonorhynchidae). Містить 5 видів.

## Поширення
Рід поширений в Новій Гвінеї та Австралії.

## Класифікація
- Ойсея сіроголова (Chlamydera cerviniventris)
- Ойсея західна (Chlamydera guttata)
- Ойсея велика (Chlamydera nuchalis)
- Ойсея новогвінейська (Chlamydera lauterbachi)
- Ойсея плямиста (Chlamydera maculata)